# Stygnus simplex
Stygnus simplex is een hooiwagen uit de familie Stygnidae.